# Snamenskoje (Kaliningrad, Prawdinsk)
Snamenskoje (russisch Знаменское, deutsch Preußisch Wilten) ist ein Ort in der russischen Oblast Kaliningrad (Gebiet Königsberg (Preußen)). Er liegt im Rajon Prawdinsk (Kreis Friedland (Ostpr.)) und gehört zur Domnowskoje selskoje posselenije (Landgemeinde Domnowo (Domnau)).

## Geographische Lage
Snamenskoje zehn Kilometer südwestlich der Rajonshauptstadt Prawdinsk (Friedland) an einer Nebenstraße, die Jermakowo (Deutsch Wilten) mit Priwolnoje (Saussienen) und Domnowo (Domnau) verbindet. Bis 1945 war das damalige Preußisch Wilten Bahnstation an der Bahnstrecke von Königsberg (heute russisch: Kaliningrad) nach Heilsberg (heute polnisch: Lidzbark Warmiński), die nicht mehr betrieben wird.

## Geschichte
Im Jahre 1874 gehörte das damalige Preußisch Wilten zu den Orten, die in die neuerrichtete Amtsbezirk Schloß Domnau (ab 1930: Amtsbezirk Groß Klitten (russisch: Tscherjomuchowo)) eingegliedert wurden. Bis 1945 war das Gutsdorf so in den Kreis Friedland (ab 1927 Landkreis Bartenstein (Ostpr.)) im Regierungsbezirk Königsberg der preußischen Provinz Ostpreußen zugeordnet. Im Jahre 1910 lebten in Preußisch Wilten 148 Menschen.
Am 30. September 1928 schloss sich der Gutsbezirk Preußisch Wilten mit dem Gutsbezirk Saussienen (heute russisch: Priwolnoje) zur neuen Landgemeinde Preußisch Wilten zusammen. Die Einwohnerzahl von Preußisch Wilten mitsamt den Ortsteilen Vorwerk Lisettenhof und Waldhaus Gnatten betrug 1933 schon 313 und 1939 bereits 411.
Als Folge des Zweiten Weltkrieges kam Preußisch Wilten mit dem nördlichen Ostpreußen zur Sowjetunion und erhielt im Jahre 1947 die Bezeichnung „Snamenskoje“. Bis 2009 war der Ort dann in den Domnowski sowjet (Dorfsowjet Domnowo (Domnau)) eingegliedert und ist seither aufgrund einer Struktur- und Verwaltungsreform eine als „Siedlung“ (russisch: possjolok) eingestufte Ortschaft innerhalb der Domnowskoje selskoje posselenije (Landgemeinde Domnowo) im Rajon Prawdinsk der Oblast Kaliningrad.

## Kirche
Mehrheitlich waren die Einwohner von Preußen Wilten vor 1945 evangelischer Konfession. Der Ort war in das Kirchspiel Domnau (heute russisch: Domnowo) eingepfarrt und gehörte zum Kirchenkreis Friedland (heute russisch: Prawdinsk), später zum Kirchenkreis Bartenstein (heute polnisch: Bartoszyce) in der Kirchenprovinz Ostpreußen der Kirche der Altpreußischen Union.
Auch heute noch liegt Snamenskoje im Einzugsbereich der Kirchengemeinde Domnowo (Domnau), die eine Filialgemeinde der Auferstehungskirche in Kaliningrad (Königsberg). Sie ist der Propstei Kaliningrad in der Evangelisch-Lutherischen Kirche Europäisches Russland (ELKER) zugeordnet.

## In Preußisch Wilten geboren
- Curt von Gottberg (1896–1945), hochrangiges Mitglied der SS und Kriegsverbrecher